# 데이비드 베빙턴
데이비드 베빙턴(David W. Bebbington, 1949년 ~ )은 스코틀랜드에 있는 스털링 대학에서 역사학교수로 재직 중인, 영국의 역사학자이다. 베일러 대학교에서  방문교수로 있다.

## 업적
그는 '베빙톤의 4가지 원칙'이라고 불리는 복음주의의 정의에 대한 원칙을 세운 것으로 알려져 있다.
- 성경주의(Biblicism) : 성경에 대한 특별한 관심이다. ( 즉, 모든 영적 진리는 성경에서 찾을 수 있다.)
- 십자가 중심주의 (Crucicentrism) : 그리스도의 십자가에서의 대속 사역에 촛점을 맞춘다.
- 회심주의 (Conversionism) : 인간은 회심을 요한다는 믿음.
- 활동주의 (Activism) : 복음은 열심히 전해져야 한다.

## 저서
- 영국의 복음주의 1730-1980 (이은선 옮김, 한국신약학회, 2009년 3월 15일)
- Bebbington, David W. (1979). 《Patterns in History: A Christian View》.
- ——— (1982). 《The Nonconformist Conscience: Chapel and Politics, 1870-1914》.
- ——— (1989). 《Evangelicalism in Modern Britain: A History from the 1730s to the 1980s》. ISBN 978-0-04-941019-0.
- ——— (1992). 《Victorian Nonconformity》.
- ——— (1993). 《William Ewart Gladstone: Faith and Politics in Victorian Britain》.
- ———; Noll, Mark A.; Rawlyk, George A., 편집. (1994). 《Evangelicalism: Comparative Studies of Popular Protestantism in North America, the British Isles and Beyond, 1700-1990》.
- ——— (2000). 《Holiness in Nineteenth-Century England》.
- ———; Swift, Roger, 편집. (2000). 《Gladstone Centenary Essays》.
- ———, 편집. (2002). 《The Gospel in the World: International Baptist Studies》. Studies in Baptist history and thought 1.
- ———; Larsen, Timothy, 편집. (2003). 《Modern Christianity and Cultural Aspirations》.
- ——— (2004). 《The Mind of Gladstone: Religion. Homer and Politics》. Oxford University Press. ISBN 978-0-19-926765-1.
- ——— (2005). 《The Dominance of Evangelicalism: The Age of Spurgeon and Moody》. InterVarsity Press.
- ———; Dix, Kenneth; Ruston, Alan, 편집. (2006). 《Protestant Nonconformist Texts: The Nineteenth Century》.
- ——— (2007). 《Congregational Members of Parliament in the Nineteenth Century》.

## 같이 보기
- 복음주의
- 네이선 오어 해치
- 마크 놀
- 조지 마즈든